# The Werewolf (film din 1956)
The Werewolf este un film SF de groază american din 1956 regizat de Fred F. Sears.

## Distribuție
- Steve Ritch — Duncan Marsh
- Don Megowan — Sheriff Jack Haines
- Joyce Holden — Amy Standish
- Eleanore Tanin — Helen Marsh
- Kim Charney — Chris Marsh
- Harry Lauter — Deputy Ben Clovey
- Larry J. Blake — Hank Durgis
- Ken Christy — dr. Jonas Gilchrist
- James Gavin — Mack Fanning
- S. John Launer — dr. Emery Forrest
- George Lynn — dr. Morgan Chambers
- George Cisar — Hoxie
- Marjorie Stapp — Min
- Fred F. Sears — Narrator

## Legături externe
- The Werewolf la Internet Movie Database
- The Werewolf la TCM Movie Database
- Sci-Film's profile on The Werewolf (1956)